# Corito (figlio di Zeus)
Corito (in greco antico: Κόρυθος?, Kórythos) è un personaggio della mitologia greca, figlio di Zeus e della pleiade Elettra (la figlia di Atlante).

## Mitologia
Secondo la versione di Virgilio Corito fondò una città, a cui diede il suo nome, e si stabilì in tale dimora; fu padre di Iasione e Dardano che, una volta cresciuti, si allontanarono, uno per Samotracia e l'altro verso la Troade.